# Distretto di Aïn El Melhe
Il distretto di Aïn El Melhe è un distretto della Provincia di M'Sila, in Algeria.

## Comuni
Il distretto di Aïn El Melhe comprende 5 comuni:
- Aïn El Melh
- Bir Foda
- Aïn Fares
- Sidi M'Hamed
- Aïn Errich